# Cementerio de La Florida
El cementerio de La Florida, en Madrid (España), se halla situado en la zona suroeste del Parque del Oeste, en la calle de Francisco y Jacinto Alcántara, junto a la Escuela de Cerámica de Madrid, a poca distancia de la ermita de San Antonio de la Florida.
"De forma casi simbólica y en una fosa común, están enterrados los restos de las cuarenta y tres víctimas fusiladas en la madrugada del 3 de mayo de 1808 por los soldados del general francés Joaquín Murat, a los pies de la montaña del Príncipe Pío."

## El cementerio
En el lugar que ocupa el cementerio existió al parecer, a mediados del siglo XVIII, una alquería o casa de labor, que en 1796 se convirtió en lugar de enterramiento para los empleados del cercano Palacio Real, como camposanto dependiente de la ermita de San Antonio de la Florida.
El cementerio es un recinto modesto y de reducidas dimensiones, rodeado por un muro de mampostería en aparejo toledano. En el interior se hallan los restos de los fusilados, en dos cajones de plomo y cinc situados en una cripta bajo una pequeña capilla; dos hileras de cipreses, una columna, superviviente de un antiguo Viacrucis y tres lápidas que recuerdan los fusilamientos. Una de éstas es una reproducción en azulejos, inaugurada en 1982, del cuadro El tres de mayo de 1808 en Madrid de Goya. 
Hasta 1917 el cementerio estuvo a cargo de la Cofradía de la Buena Dicha por cesión de Isabel II, ya que al menos dos de los fusilados eran miembros de ésta. Ese año, ante la poca cantidad de cofrades, lo que aboca a la desaparición de la Cofradía, uno de los miembros, Ortiz de Pinedo, que también lo era de la Sociedad Filantrópica de Milicianos Nacionales Veteranos, pasó a esta la gestión. Desde entonces, el cementerio es mantenido gracias a la mensualidad que abonan los miembros de esta Sociedad, constituida en 1839 por excombatientes de la Milicia Nacional. Debido a esto, el cementerio siempre se ha mantenido en una situación precaria por la falta de apoyos económicos, ocupándose por ejemplo de la jardinería en la actualidad la vecina Escuela de Cerámica. Aunque la situación más grave para la superveniencia del pequeño camposanto se dio cuando el Ayuntamiento quiso vaciarlo y trasladar los restos de los fusilados al Monumento a los Héroes del Dos de Mayo, circunstancia que finalmente pudo evitar la Sociedad Filantrópica.
Entre 1931, año en que se cerró al público, y 1939, se llamó Cementerio del Coronel Montesinos, en recuerdo del militar Manuel Montesinos y Molina. Después de unas obras de restauración sufragadas por la Junta Municipal del distrito de Moncloa, fue reabierto el 2 de mayo de 1981 por el entonces alcalde Enrique Tierno Galván, aunque posteriormente, debido a diversos actos vandálicos que empezó a sufrir, fue cerrado de nuevo.
Posteriormente fue restaurado de nuevo en 2008, año del Bicentenario del Levantamiento. La rehabilitación, llevada a cabo por el arquitecto Antonio Lopera, duró tres meses, con un coste de 120.000 euros aportados por el Ayuntamiento, y fue inaugurada por el alcalde Alberto Ruiz-Gallardón el 24 de abril. Incluyó la reforma de los muros y la realización de un drenaje de hasta dos metros de profundidad para evitar la humedad.
El cementerio permanece cerrado todo el año, excepto previa solicitud a la SFMNV y salvo el día 2 de mayo, Día de la Comunidad de Madrid, en que se conmemora el Levantamiento por parte de la Sociedad Filantrópica de Milicianos Nacionales Veteranos, con asistencia del presidente de la Comunidad de Madrid y el alcalde de la ciudad, que hacen una ofrenda floral en recuerdo de los enterrados.

## Sucesos del 2 y 3 de mayo de 1808

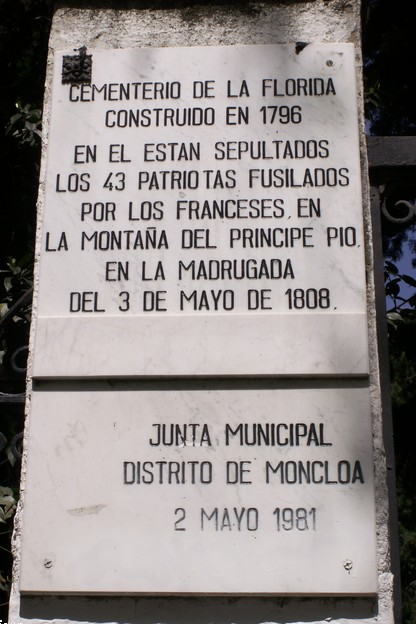
Lápida en recuerdo de los fusilados.

El tres de mayo de 1808 en Madrid, de Francisco de Goya. Aunque tradicionalmente se ha dicho que Goya presenció los fusilamientos de la montaña del Príncipe Pío a distancia, provisto de un catalejo, y que posteriormente se acercó al lugar de los hechos para tomar bocetos, es bastante dudoso que esto fuese así ya que en aquella época Goya no vivía todavía en las cercanías de Príncipe Pío y además el cuadro fue pintado ocho años después, como una decisión perfectamente meditada y no como un impulso espontáneo.

Finalizados los enfrentamientos entre los patriotas madrileños y los soldados franceses, varios cientos de detenidos serían fusilados en la madrugada del día 3. Cuarenta y tres de ellos fueron elegidos por sorteo, y uno directamente por Murat, y, tras ser torturados e injuriados, conducidos hasta la montaña del Príncipe Pío, donde a las 4 de la mañana fueron fusilados y, abandonados sus cuerpos por sus verdugos en una zanja.
Allí permanecieron insepultos hasta que, nueve días después, los hermanos de la Congregación de la Buena Dicha rescataron los cuerpos y los enterraron en el pequeño cementerio, propiedad de los empleados de la posesión de La Florida. De los cuarenta y tres, solo se conocía con seguridad el nombre de diecinueve hasta que en 2008 fueron identificados otros diez más por el historiador Luis Miguel Aparisi; todos ellos figuran en una nueva lápida inaugurada en este año. Sus nombres, más algunos datos que se sabe sobre ellos, gracias a una lista elaborada en 1816 y a las reclamaciones que sus familiares hicieron para cobrar una pensión, son:
1. Manuel Antolín Ferrer, natural del Buen Retiro, de 21 años, el más joven de los fusilados. Su hermano Santos, era jardinero del Real Sitio de La Florida.
2. Francisco Gallego y Dávila, presbítero y natural de Valdemoro, sacristán segundo del convento de la Encarnación, ejecutado por orden directa de Murat. Detenido tras hallársele una espada, es el único identíficado en el cuadro de Goya; corresponde al fraile con tonsura y hábito gris.
3. Domingo Braña y Calbín, mozo de tabaco en la Real Aduana de Madrid. Casado y con dos hijos, defendió el Hospital de la Corte y fue detenido al hallar un sable en su poder.
4. Bernardo Morales, maestro cerrajero.
5. Francisco Escobar y Molina, maestro de coches.
6. Rafael Canedo, natural de Camponaraya El Bierzo y que se enfrentó en la Puerta del Sol a los mamelucos navaja en mano.
7. Antonio Mazías Gamazo, de 66 años, el mayor de los fusilados, natural de Pedrosa del Rey. Viudo, residía en el número 12, piso segundo, de la calle de Toledo, esquina a la del Burro.
8. Antonio Zambrano y Zambrano, natural de la La Vecilla, provincia de León. Vivía en la calle San José, en el número 6.
9. Domingo Méndez.
10. José Amador.
11. Fernando Madrid, oficial de carpintería.
12. José Reyes Magro.
13. Antonio Méndez Villamil.
14. Manuel Rubio. Estos siete últimos eran albañiles que trabajaban en la restauración de la iglesia de Santiago y que se enfrentaron como una milicia organizada a un batallón de soldados polacos que entraron en el templo, arrojándoles ladrillos y piedras hasta que fueron capturados. Dos de ellos murieron allí mismo y los demás fueron posteriormente fusilados.
15. Martín de Ruizcabado, de unos 30 años, natural de la provincia de Santander y de profesión cantero en el Real Sitio de La Florida.
16. Francisco Sánchez Navarro, escribano real.
17. José de Lanet y Riesgo. Recién licenciado del ejército, casado y con un hijo de ocho años, era dueño de una mercería, o según otras fuentes de una tienda de aceites y vinagres, en la plaza de Santo Domingo. Luchó en la calle de la Inquisición, donde le hicieron prisionero.
18. Manuel García, soldado miembro de los Voluntarios del Estado que había participado en la defensa del Parque de Artillería de Monteleón a las órdenes del teniente don Jacinto Ruíz. Fue el único de entre los 43 fusilados que era militar.
19. Anselmo Ramírez de Arellano y Díez de Belmonte. Natural de Daimiel, empleado del Resguardo de la Real Hacienda. Su mujer estaba embarazada de su tercer hijo.
20. Juan Antonio Serapio Lorenzo.
21. Antonio Martínez. Estos dos últimos compañeros de trabajo de Ramírez de Arellano.
22. Gabriel López.
23. José Rodríguez, dueño de una botillería situada en la carrera de San Jerónimo.
24. Julián Tejedor de la Torre, de 41 años. Platero cuya tienda estaba situada en la calle de Atocha.
25. Lorenzo Domínguez, guarnicionero cuyo comercio estaba en la Plazuela de Matute. Estos tres últimos lucharon con sus pistolas en la explanada frente al Palacio Real y fuero capturados en la Plaza Mayor.
26. Juan Antonio Alises. Natural de Villarrubia de los Ojos, era el palafrenero del infante Don Carlos y tenía una hija de cinco años.
27. Miguel Gómez Morales, oficial jubilado de embajadas. Luchó frente al Palacio Real.
28. Francisco Bermúdez y López de Labiano. Natural de Segovia, era ayuda de Cámara de Palacio y hermano del organista de campanillas del Monasterio de El Escorial. Casado, con domicilio en la calle de San Bernardo, donde estuvo luchando hasta que fue detenido.
29. Juan Antonio Martínez del Álamo. Aunque no está totalmente identificado, existe documentación que permitiría incluir entre las víctimas.

Durante mucho tiempo se creyó que la heroína del parque de Artillería de Monteleón, Clara del Rey, fue enterrada aquí, pero posteriormente se ha descartado. Esteban Santirso, otro héroe del parque de Monteleón fue enterrado en el Cementerio de la Buena Dicha, sin embargo parece que posteriormente su cuerpo fue trasladado aquí. Los dos cofres en que se hallan depositados los restos de los cuarenta y tres fusilados, junto con efectos personales, fueron abiertos por última vez en 1917 y sobre ellos figura una nueva lápida inaugurada en 2008.